# ГЕС Ісла
ГЕС Ісла – гідроелектростанція в центральній частині Чилі у регіоні Мауле (VII Регіон). Знаходячись між ГЕС Cipreses та ГЕС Лос-Кондорес з одного боку і ГЕС Curillinque з іншого, входить до складу каскаду каскаду у сточищі річки Мауле, яка впадає до Тихого океану в місті Констітусьон.
Ресурс для роботи станції подається одразу з двох напрямків:
1. Відпрацьована на ГЕС Cipreses вода потрапляє у прокладений по лівобережжю річки Cipreses (права притока Мауле) дериваційний канал. В останній за допомогою невисокої греблі також відводиться вода з самої річки, що дозволяє задіяти ресурс, який потрапив у неї після витоку з озера Laguna La Invernada. Канал має довжину 1,6 км та, минувши шлюз, через який у випадку необхідності вода скидається до Cipreses, переходить в тунель довжиною 1 км.
2. На Мауле споруджена гребля, що відводить воду до прокладеного по правобережжю каналу довжиною 0,4 км, який переходить у тунель довжиною 3,7 км.
Після зустрічі двох тунелів починається об’єднаний дериваційний тунель довжиною 0,9 км, що після балансувального резервуару продовжується двома напірними водоводами змінним діаметром від 3,3 до 3,6 метра та довжиною по 0,95 км.
Машинний зал обладнали двома турбінами типу Френсіс потужністю по 34 МВт, які при напорі у 93 метри забезпечують виробництво понад 0,5 млрд кВт-год електроенергії на рік.
Відпрацьована вода по каналу довжиною 0,2 км відводиться до місця впадіння Cipreses у Мауле.
Для видачі продукції ГЕС до мережі встановлені трансформатори, які здатні підіймати напругу до 162 кВ.